# Kandahar (película de 2023)
Kandahar es una película de suspenso y acción estadounidense de 2023 dirigida por Ric Roman Waugh y escrita por Mitchell LaFortune. La película está protagonizada por Gerard Butler (quien también es productor de la película) y cuenta con un elenco de apoyo que incluye a Navid Negahban, Ali Fazal, Bahador Foladi, Nina Toussaint-White, Vassilis Koukalani, Mark Arnold, Corey Johnson y Travis Fimmel. No se debe confundir con la película iraní Kandahar (2001) dirigida por Mohsen Makhmalbaf.
La película se estrenó en los cines el 26 de mayo de 2023 por Open Road Films.

## Reparto
- Gerard Butler como  Tom Harris
- Navid Negahban como Mohammad "Mo" Doud
- Ali Fazal como Kahil Nazir
- Travis Fimmel[2] como Roman Chalmers
- Bahador Foladi como Farzad Asadi
- Nina Toussaint-White como Luna Cujai
- Vassilis Koukalani como Bashar Hamadani
- Mark Arnold como Mark Lowe
- Corey Johnson como Chris Hoyt
- Ravi Aujla como Siraj Agha
- Tom Rhys Harries como Oliver Altman
- Ray Haratian como Ismail Rabbani
- Faizan Munawar Varya como Ahmed Nasiri
- Rebecca Calder como Corrine Harris
- Olivia-Mai Barrett como Ida Harris

## Producción
En junio de 2016, el ex oficial de inteligencia militar Mitchell LaFortune vendió su guion especulativo Burn Run a Thunder Road Films. Lo basó en sus experiencias trabajando para la Agencia de Inteligencia de la Defensa y su despliegue en Afganistán en 2013 durante las filtraciones de Snowden. En junio de 2020, se anunció que Gerard Butler produciría y protagonizaría la película, que había sido retitulada Kandahar, volviendo a formar equipo con Angel Has Fallen y el director de Groenlandia Ric Roman Waugh.
Ali Fazal y Navid Negahban se unieron al elenco en diciembre de 2021. La mayoría de la filmación comenzó el 2 de diciembre de 2021 en Arabia Saudita. Esto convirtió a la película en el primer largometraje estadounidense de gran presupuesto que se filmó en Al-Ula y Jeddah del país. Nina Toussaint-White y Bahador Foladi se unieron al elenco ese mismo mes. La filmación terminó en enero de 2022.

## Estreno
En septiembre de 2022, Open Road Films adquirió los derechos de distribución de la película en Estados Unidos en un acuerdo de ocho cifras. En enero de 2023, se anunció que la película se estrenaría en los cines el 26 de mayo de 2023.

## Recepción
Kandahar recibió reseñas generalmente mixtas de parte de la crítica y la audiencia. En el sitio web agregador de reseñas especializado Rotten Tomatoes, la película posee una aprobación de 45%, basada en 102 reseñas, con una calificación de 5.4/10, y con un consenso crítico que dice: "Gerard Butler sigue siendo una presencia sólida en la pantalla, pero incluso para los fanáticos de la acción, no vale la pena ver Kandahar." De parte de la audiencia tiene una aprobación de 71%, basada en más de 500 votos, con una calificación de 3.8/5.
El sitio web Metacritic le dio a la película una puntuación de 52 de 100, basada en 23 reseñas, indicando "reseñas mixtas o promedio". Las audiencias encuestadas por CinemaScore le otorgaron a la película una "B+" en una escala de A+ a F, mientras que en el sitio IMDb los usuarios le asignaron una calificación de 6.0/10, sobre la base de más de 26 000 votos. En la página web FilmAffinity la cinta posee una calificación de 5.2/10, basada en 930 votos.